# Polly Kisch
Paulina "Polly" Kisch, född 17 december 1979 i Järfälla församling, är en svensk skådespelare.
Kisch spelade 1994–1998 rollen som Alva Lindgren i TV4:s TV-serie Tre kronor. 1999 medverkade hon i TV-serien Browalls. Därefter utbildade hon sig vid Teaterhögskolan i Stockholm 2001–2005.

## Filmografi
- 1994–1998 – Tre Kronor (TV-serie)
- 1999 – Browalls (TV-serie)
- 2004 – Framom främsta linjen
- 2006 – Keillers park
- 2007 – Ett gott parti (TV-serie)
- 2008 – Valborg
- 2010 – Små barn, stora ord
- 2011 – The Stig-Helmer Story

## Teater

### Roller (ej komplett)
| År   | Roll                    | Produktion                                 | Regi           | Teater                 |
| ---- | ----------------------- | ------------------------------------------ | -------------- | ---------------------- |
| 2010 | Lisa Lagberg            | Zpanska flugan Franz Arnold och Ernst Bach | Leif Lindblom  | Krusenstiernska gården |
| 2011 | Lisa Lagberg            | Zpanska flugan Franz Arnold och Ernst Bach | Leif Lindblom  | Chinateatern           |
| 2015 | Momo                    | Momo eller Kampen om tiden Michael Ende    | Allan Svensson | Stockholms stadsteater |
| 2021 | Lucy Servitris Croupier | Rain Man Dan Gordon                        | Emma Bucht     | Oscarsteatern          |